# Marcusenius brucii
Marcusenius brucii är en fiskart som först beskrevs av Boulenger, 1910.  Marcusenius brucii ingår i släktet Marcusenius och familjen Mormyridae. IUCN kategoriserar arten globalt som sårbar. Inga underarter finns listade i Catalogue of Life.